# Staatsstraße 21 (Finnland)

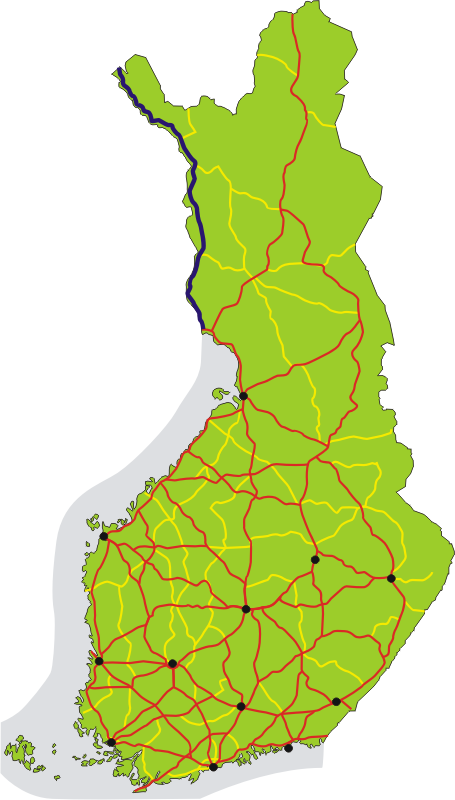
Verlauf der Staatsstraße 21

Die finnische Staatsstraße 21 (finn. Valtatie 21, schwed. Riksväg 21) führt von Tornio nach Kilpisjärvi an der norwegischen Grenze. Ihre Länge beträgt 459 Kilometer. Auf schwedischer Seite verläuft der Riksväg 99 weitgehend parallel.

## Streckenverlauf

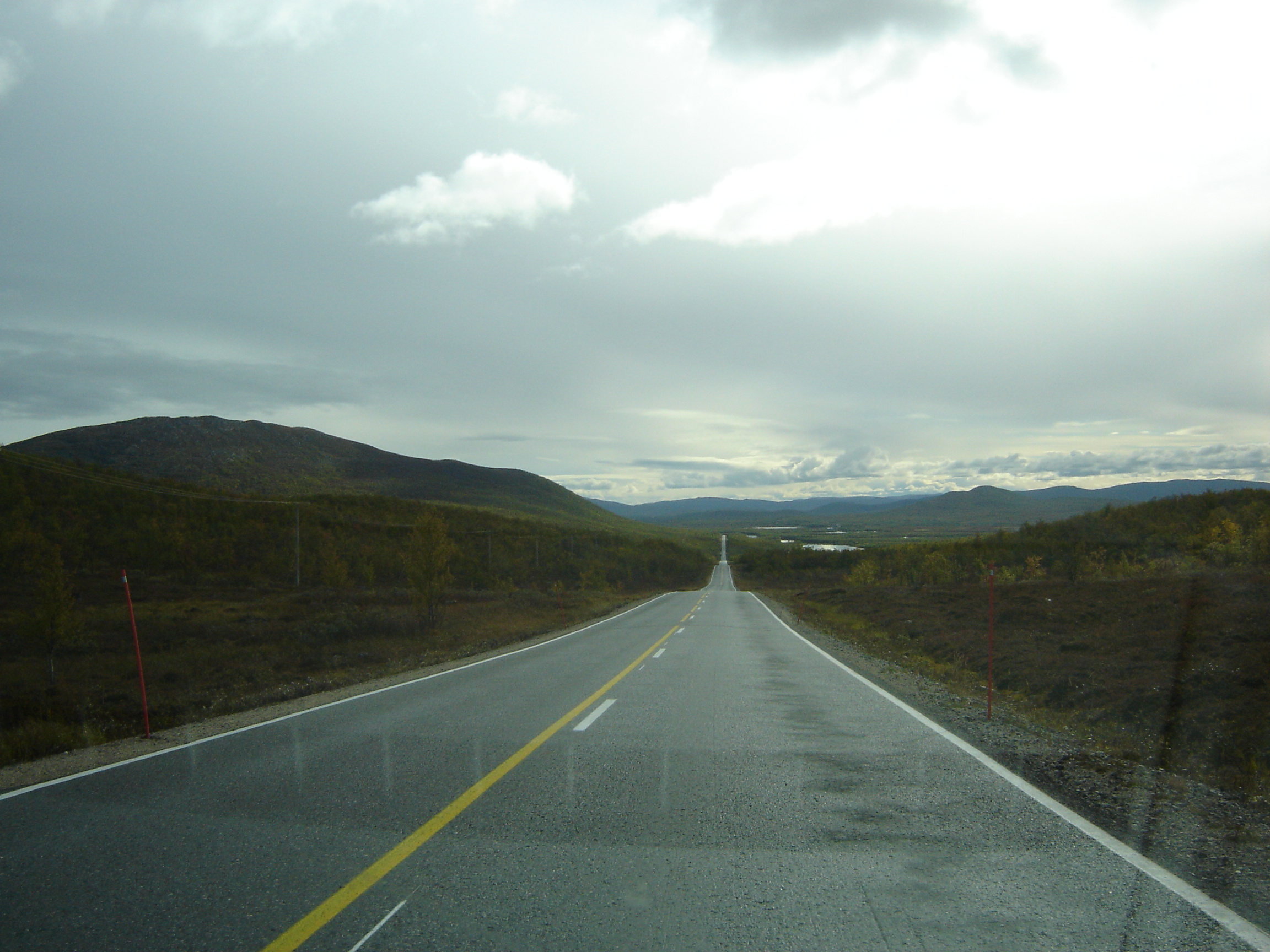
Die Staatsstraße 21 im Norden von Enontekiö

Die Staatsstraße 21 beginnt in der Hafenstadt Tornio im Süden der Provinz Lappland und führt entlang der schwedischen Grenze, die von den Flüssen Tornionjoki und Muonionjoki gebildet wird, in Richtung Norden. Sie endet beim Grenzübergang nach Norwegen beim Dorf Kilpisjärvi in der Gemeinde Enontekiö. Die Europastraße 8 folgt dem Verlauf der Staatsstraße 21. Die Straße ist in ihrem gesamten Verlauf nur zweispurig und vor allem im nördlichen Teil in einem schlechten Zustand, allerdings ist das Verkehrsaufkommen auch sehr gering.
Die Staatsstraße 21 führt durch folgende Gemeinden: Tornio – Ylitornio – Pello – Kolari – Muonio – Enontekiö.
Die Straße bildet einen Teil der von Tromsø nach Turku führenden Europastraße 8.